# Naruko Kita (métro de Nagoya)
Naruko Kita (鳴子北駅, Naruko Kita-eki) est une station du métro de Nagoya sur la ligne Sakura-dōri dans l'arrondissement de Tempaku à Nagoya.

## Situation sur le réseau
La station Naruko Kita est située au point kilométrique (PK) 16,0 de la ligne Sakura-dōri.

## Histoire
La station a été inaugurée le 27 mars 2011.

## Services aux voyageurs

### Accès et accueil
La station est ouverte tous les jours.

### Desserte
- Ligne Sakura-dōri :
  - voie 1 : direction Tokushige
  - voie 2 : direction Taiko-dori